# Alasbarricadas.org
Alasbarricadas.org es un portal de Internet en idioma español de temática anarquista que ofrece principalmente un foro de Internet para el debate de ideas afines e información sobre varios movimientos sociales de izquierda.

## Historia
Alasbarricadas.org nació en el año 2001, con motivo de una reunión del Banco Mundial en la ciudad de Barcelona que finalmente no tuvo lugar. Tomó su nombre del himno A las barricadas relacionado con el anarcosindicalismo de España durante la Guerra Civil. El sitio web sirvió como plataforma de expresión a la Coordinadora Anarquista contra la Globalización y el Capital, uno de los colectivos que se sumaron a la protestas y movilizaciones durante aquellos días. Con el paso del tiempo, la coordinadora se disolvió y el portal siguió con hosting del servidor izquierdista Nodo50. 
En el año de 2007 el portal fue demandado por la Sociedad General de Autores y Editores. En 2011 los administradores de la página web fueron multados a pagar € 6.000 de indemnización al cantante español Ramoncín (José Ramón Julio Martínez Márquez) por intromisión de su derecho al honor, al hacer responsable a esta web por las opiniones vertidas por algunos internautas en un foro. La web, además, debía publicar la sentencia en su sitio. El juez estimó que Alasbarricadas.org no actuó con la diligencia debida al no ofrecer los medios de contacto que exige la ley.
Por su parte el sitio alegó que los comentarios no publicados por los administradores son de entera responsabilidad de quienes comentan y no se puede suponer que los webmasters estén al tanto de todo el contenido publicado en foros, y que de ganar el juicio la SGAE se estaría dando un mal precedente para la censura en Internet. Además alegaron que los contenidos considerados ofensivos fueron eliminados al darse por enterados de que existían.